# آکورد معلق

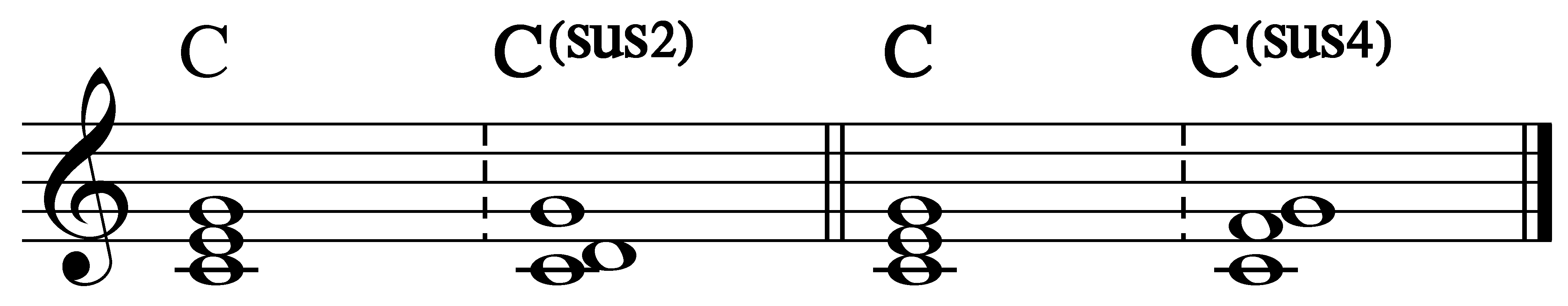
آکوردهای معلق روی نت دو

آکورد معلق (انگلیسی: Suspended chord) یک آکورد موسیقی است که در آن سوم بزرگ یا سوم کوچک حذف شده و به جای آن یک چهارم درست یا دوم بزرگ جایگزین می‌شود. در این نوع آکورد، کاربرد «چهارم درست» شایع‌تر است.
فقدان سوم در آکورد باعث ایجاد صدای باز می‌شود و این در حالی است که وجود «پنجم با چهارم» یا «دوم با پایه» در کنار هم، دارای صدایی نامطبوع و تنش‌زا است.
آکورد معلق در موسیقی پاپ و جاز با نمادهایی مانند: (sus2) و (sus4) نوشته می‌شود. به عنوان مثال آکورد معلق در دو، به ترتیب عبارتند از: (Csus4) دو، فا، سل، و (Csus2) دو، ر، سل.

## تحلیل آکورد
اصطلاح معلق از تکنیک‌های کنترپوان و نت‌های زینت قرض گرفته شده‌است، جایی که یک نت متعلق به آکورد قبلی به آکورد بعدی منتقل می‌شود و سپس به سوم یا تونیک آکورد آن حل می‌شود. در استفادهٔ مدرن، یک آکورد معلق مربوط به همان زمان معین برای اجرا است و ارتباطی برای نگهداشتن نت از آکورد قبلی یا بعدی خود ندارد. در موسیقی پاپ و جاز این اصطلاح برای ساختار هارمونیک استفاده می‌شود بدون اینکه اشاره‌ای به آکورد قبلی و بعدی آن داشته باشد.

## معکوس آکورد
هر آکورد معلق دارای دو معکوس است. معکوس آکوردهای معلق (sus2)، معکوس آکوردهای (sus4) نیز هستند و بالعکس. به عنوان مثال آکورد: Gsus2 (سل، لا، ر) اولین معکوس از آکورد Dsus4 (ر، سل، لا) است و همین آکورد، دومین معکوس از آکورد Gsus2 (سل، لا، ر) است.
آکوردهای (sus2) و (sus4) هر دو دارای یک آکورد واسطهٔ کوارتال (لا، ر، سل) به فاصلهٔ «چهارم درست» هستند. فاصلهٔ هفتم در آکوردهای معلق تقریباً و همیشه به هفتم کوچک اشاره دارد، در حالی که در نهم‌ها (9sus4) شبیه آکورد یازده است و احتمال دارد به این آکورد اشاره داشته باشد. به عنوان مثال آکورد: C9sus4 (دو، فا، سل، سی بمل، ر) ممکن است آکورد C11 (دو، سل، سی بمل، ر، فا) نامیده شود.